# خردل کاریناتا
خردل کاریناتا (نام علمی: Brassica carinata) نام یک گونه از سرده کلم‌ها است.